# Norma Sanchez

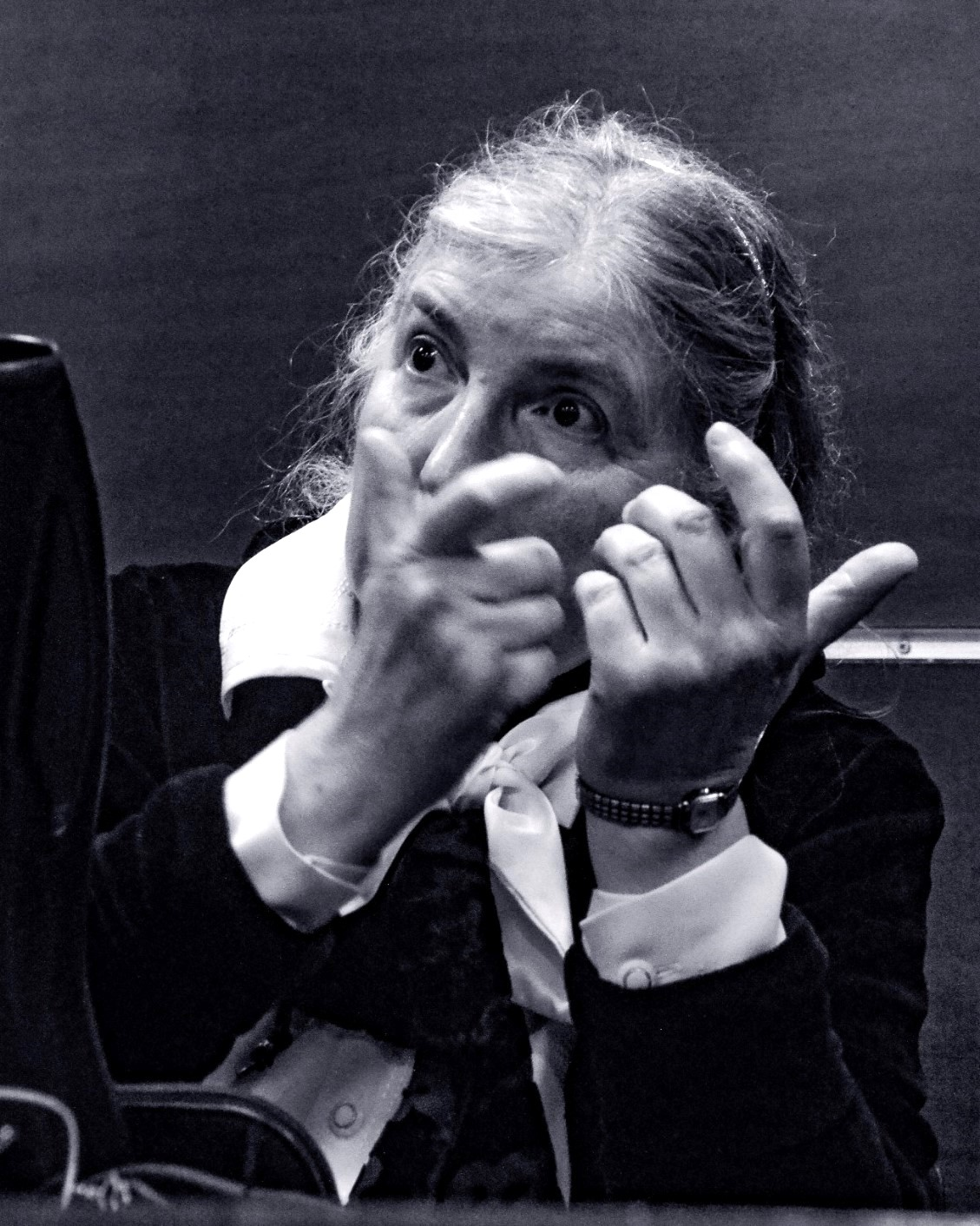

Norma Sanchez, nume real Norma Graciela Sanchez(n. Ensenada, Buenos-Aires, Argentina) este un specialist în gravitație, astrtofizician și cosmolog francez de origine argentiniană. 

## Biografie
-Licențiată în fizică la Facultatea de Științe Exacte, Universitatea Națională La Plata (Argentina), la data de 21 decembrie 1973.
-Doctor în fizică la facultatea de științe Exacte, Universitatea Națională  La Plata (Argentina), obținut la 12 august 1976.
Este doctor în științe fizice, Docteur d’Etat la Universitatea din Paris VII,  obținut la 22 mai 1979. Denumirea tezei de doctor: "Fizica câmpurilor și geometria spațiu-timpului", susținut în fața unui consiliu compus din André Lichnerowicz (Președinte), Claude Itzykson (Raportor), Brandon Carter(Raportor), Jean Lascoux, André Neveu, Evry Schatzman, Louis Bel, Pierre Lena, Jean Heyvaerts.

### Cariera didactică și științifică:
- 1973-1975: Profesor Asistent l Universitatea Natională  La Plata, catedra de Physique II (Electricitate și Magnetizm), Facultatea de Științe exacte.
- Сoncomitent Cercetător la CONICET (Consiliul Cercetărilor științifice Argentiniene), la Institutul de Astronomie și de Fizică a Spațiului, (IAFE),Buenos Aires.
- 1976: Membru CNRS, Fizica Teoretică (în prima candidatură)
- 2014: Director de cercetare la CNRS

Sejururi ´îndelungate în străinătate:
1988- Instititul Niels Bohr, Copenhaga, Danemarca.
Mai multe sejururi la Université Complutense de Madrid, Universitatea Cambridge-DAMTP, Universitatea Oxford, Universitatea Torino, Universitatea din Copenhaga, Buenos- Aires, Erice, Universitatea din Roma.

## Activitatea științifică
A fost interesată de 
- dezvoltarea teoriei absorbției, emisiei și difuziei găurilor negre, în special în anii 1975-1978
- dezvoltarea unei noi abordări în teoria cuantică a câmpurilor în coordonate generalizate în spațiu-timp curb.
- Structuri neliniare a teoriilor de câmpuri geometrice (câmpuri Yang-Mills,

modele sigma, ecuații Einstein, relația între acceste sisteme, efecte de temperatură finită și soluții noi a ecuațiilor Einstein, solitoni și instantoni gravitaționale (1982-1984)
- Gravitația cuantică semi-clasică a  găurilor negre și în cosmologie (1985-1988)
- Testele observaționale a teoriilor Universului primordial, fond cosmic de radiații în microunde de 2.7° K (după 1988).
- Dezvoltarea unui noi abordări a teoriei coardelor în spațiu-timp courb, inclusiv în câmpuri gravitaționale puternice, preponderent după 1987
- Dezvoltarea unei  abordări noi a statisticii, termodinamicii și dinamicii structurilor fractale în Univers (cu teorii des câmp, grupuri

de remorcare, inclusiv cu gravitație) (după 1996).
- Teoria Universului primordial confruntat cu observațiile : restricțiile radiației cosmice de fond. Clarificarea și o nouă comprehensiune a predicțiilor inflației cosmologice. (după 1996)
- O abordare nouă a materiei întunecate și a galaxiilor bazată pe modelul Thomas-Fermi, confruntată cu observațiile astronomice

#### Publicații
A publicat circa 130 de articole în reviste de mare prestigiu, 74 de conferințe la colocvii și seminare de mare audiență și autoritate, a editat, publicat și coordonat editarea a 38 de cărți, a participat ca raportor la 117 conferințe internaționale de fizică, cosmologie și astrofizică. Are 346 de intrări la ADS NASA cu un indice H=36, indicele citatelor = 12,7 (ADS NASA). Este cunoscută ca popularizator a științei, promotor a relațiilor între știință și cultură.

#### Discipoli
- O. LOUSTO
- Arne LARSEN
- Maria Pilar INFANTE
- Benoît SEMELIN
- Stéphane RYDER
- Francesco SYLOS LABINI
- Francisco J. CAO
- Daniela CIRIGLIANO
- Christophe JEAN CHARLES
- Anne DUCOUT
- Adel BOUCHAREB
- Diego J CIRILO

## Distincții
- A candidat pentru postul de Director al Observatorului Astronomic de la Meudon, Paris
- Cetățean de onoare a orașului de baștină  Ensenada și a orașului metropolă Buenos-Aires
- Membru ales al Comitetului Național CNRS din Franța
- Ordenul Meritul științific al Agrentinei
- Lucru de cercetare a Comitetului Nobel
- Cetățean de onoare a orașului Palermo, Italia
- Personalitatea științifică distinsă de ambasada Spaniei la Paris, la prezentarea UNESCO
- Membru Academia de Venezia "Leonardo da Vinci"
- Membru -invitat și raportor la Conferița Generală Unesco asupra cercetării, tehnologiilor și dezvoltării durabile.